# Daniel Everett
Daniel Leonard Everett (ur. 1951 w Holtville w Kalifornii) – amerykański lingwista, badacz amazońskiego plemienia Pirahã i ich języka.
Objął funkcję szefa Wydziału Lingwistyki, Literatury i Kultury na Uniwersytecie Stanowym Illinois. Przedtem uczył na Uniwersytecie w Manchester oraz był szefem Wydziału Lingwistyki Uniwersytetu w Pittsburghu.
Mając 18 lat ożenił się z Keren Graham, córką chrześcijańskich misjonarzy. W 1976 razem z żoną ukończyli kierunek Misji Zagranicznych (Foreign Missions) w Moody Bible Institute w Chicago. Zapisali się do SIL International (Summer Institute of Linguistics), gdzie uczy się misjonarzy szybkiej nauki języków obcych, tak by w jak najszybciej mogli przyswoić język tubylców i tłumaczyć Biblię na ich język.
Z powodu zdolności językowych został poproszony o badanie Pirahã, których języka organizacja SIL dotąd nie zdołała poznać, pomimo 20 lat badań. W 1977 razem z żoną i trojgiem dzieci przenieśli się do Brazylii, gdzie przez rok uczyli się portugalskiego, zanim zamieszkali w wiosce Pirahã u ujścia rzeki Maici.
Odniósł pewne początkowe sukcesy, ale SIL utracił kontrakt z rządem brazylijskim, więc jesienią 1978 zapisał się do brazylijskiego Uniwersytetu Stanowego w Campinas i kontynuował badania pod jego auspicjami. Skoncentrował się na teorii Noama Chomsky’ego i w swojej rozprawie doktorskiej w 1983 przeprowadził analizę języka pirahã zgodnie z jego teorią.
W jednej z misji badawczych w 1993 odkrył nowy język – oro win – jeden z niewielu, które używają spółgłosek drżących wargowych.
W trakcie badań doszedł do wniosku, że zasady uniwersalnej gramatyki Chomsky’ego, a w szczególności podstawowa zasada rekurencji nie ma zastosowania w języku pirahã. Opublikowany w Current Antrolopology w 2005 artykuł Cultural Constraints on Grammar and Cognition in Pirahã spowodował kontrowersje w dziedzinie lingwistyki.
Pod wpływem koncepcji prawdy, jaką napotkał u ludu Pirahã, powoli tracił wiarę i ostatecznie stał się ateistą. Jak mówi poważne wątpliwości miał już w 1982, a definitywnie stracił wiarę w 1985 po tym, jak spędził rok na MIT. Przez 19 lat nikomu o tym nie powiedział, a kiedy to zrobił, jego małżeństwo zakończyło się rozwodem i dwoje z jego trojga dzieci całkowicie zerwało z nim kontakt.
Napisał książkę Nie śpij, tu są węże : życie i język a amazońskiej dżungli wydaną w listopadzie 2008.